# Бељаковце
Бељаковце (мкд. Бељаковце) је насеље у Северној Македонији, у северном делу државе. Бељаковце припада општини Куманово.

## Географија
Бељаковце је смештено у северном делу Северне Македоније. Од најближег града, Куманова, село је удаљено 28 km источно.
Насеље Бељаковце се налази у историјској области Средорек. Село је смештено на десној обали Криве реке, док се јужно издижу најсевернија брда планине Манговице. Надморска висина насеља је приближно 410 метара.
Месна клима је континентална.

## Историја
Код села Бељаковце, али веома удаљено налазио се Бељаковски манастир Светог Ђорђа. Ту је при српској школи 1899. године прославељен српски празник Савиндан, а службовао је поп Раде Петровић из села Мургаша. Домаћин школски (славе) био је газда Станојко Младеновић из Довезенца.
16. јуна 1905. у том селу десила се погибија српским четника који су били издани од бугараша и уништени од турске војске.

## Становништво
Бељаковце је према последњем попису из 2002. године имало 64 становника.
Већинско становништво у насељу су етнички Македонци (100%).
Претежна вероисповест месног становништва је православље.